# Caligula
Gaius Caesar Augustus Germanicus (Antium, 31 augustus 12 – Rome, 24 januari 41), postuum bekend als Caligula, was van 37 tot 41 keizer (princeps) van Rome. Caligula's jeugd werd getekend door de intriges van de eerzuchtige Seianus. Na een hoopvol begin van zijn regering waarin hij een belastingsvermindering besloot in te voeren, begon hij zich na een periode van persoonlijke tegenslag meer en meer te gedragen als autocratisch heerser, waarbij hij zijn bevoegdheden onder meer misbruikte om in hoogverraadprocessen talrijke senatoren naar willekeur ter dood te veroordelen en hun bezittingen te confisqueren. Een geslaagde moordaanslag van de pretoriaanse garde maakte een einde aan zijn schrikbewind, dat gevolgd werd door een damnatio memoriae door de senaat.
Daar de antieke bronnen Caligula haast eenstemmig als waanzinnige tiran beschrijven en talrijke schandaalverhalen over de persoon van de keizer de ronde deden, is hij in het bijzonder een tweede leven gaan leiden als onderwerp van literaire en populair-wetenschappelijke werken. In het recente historische onderzoek is dit beeld echter genuanceerd.

## Geboorte en jeugd

### Geboorte

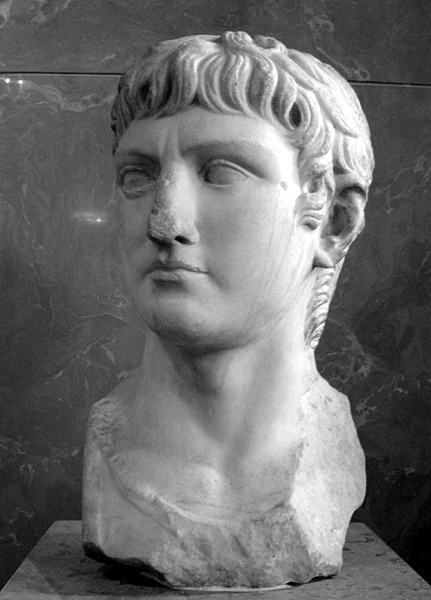
Germanicus Julius Caesar, adoptiefzoon van Tiberius en vader van Caligula (Louvre, Ma 3135).

Caligula werd geboren op 31 augustus 12, waarschijnlijk in Antium, als zoon van Germanicus en Vipsania Agrippina maior, die hem de naam Gaius Julius Caesar meegaven. Van moederskant was hij een achterkleinzoon van Augustus en van vaderskant achterkleinzoon van Augustus’ vrouw Livia (zie Julisch-Claudische dynastie). De bijnaam Caligula (verkleinwoord van het Latijnse caliga, soldatenschoen) is van de genagelde soldatensandalen van de legionairs (caligae) afgeleid, die de Rijnlegioenen in klein formaat (vandaar het verkleinwoord) voor de meereizende zoon van hun opperbevelhebber Germanicus lieten vervaardigen. Overigens werd deze bijnaam in zijn eigen tijd zelden gebruikt, maar door latere historici is deze zo populair gemaakt dat de echte naam vrijwel niet meer gebruikt wordt. Caligula had zelf een afkeer van deze bijnaam uit zijn jeugd. Zijn naam (inclusief titels) was op het tijdstip van zijn dood voluit Gaius Caesar Germanicus Augustus, pontifex maximus, Tribunicia potestate IV, consul IV, imperator, pater Patriae.

### Jeugdjaren

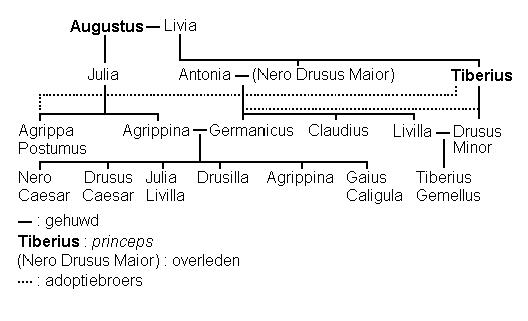
De leden van de Julisch-Claudische dynastie in 14 n.Chr.

Caligula's kindertijd was ongelukkig. Zijn vader Germanicus stierf in Syria op 10 oktober 19 tijdens zijn rondreis in het oosten in aanwezigheid van zijn echtgenote en de zevenjarige Caligula. Germanicus sprak op zijn sterfbed de verdenking uit dat Gnaius Calpurnius Piso - die het hem de laatste maanden van zijn leven lastig had gemaakt - hem zou hebben vergiftigd. Agrippina eiste, ofschoon Germanicus haar op het hart had gedrukt zich op de vlakte te houden, dat er een onderzoek zou worden ingesteld naar de dood van Germanicus en zelfs hield zij keizer Tiberius verantwoordelijk voor Germanicus' dood. Het hof van Tiberius werd toentertijd beheerst door intriges van de machtige praefectus praetorio Seianus, die, naar het zich laat aanzien, het plan had opgevat om de natuurlijke erfgenamen van Tiberius een voor een uit te schakelen om zelf Tiberius te kunnen opvolgen na diens dood. De dood van Drusus Julius Caesar minor in 23, door Seianus’ vrouw later als geplande gifmoord van Drusus' vrouw Livilla voorgesteld, kwam zeer gelegen. Seianus beschuldigde Caligula's moeder, Agrippina maior, ervan plannen voor een samenzwering te hebben. Toen Agrippina de keizer vroeg om te mogen hertrouwen, weigerde Tiberius haar dit stilzwijgend omdat een nieuwe echtgenoot voor Agrippina het hof mogelijk nog meer in opspraak zou kunnen brengen. Dit leidde tot de verbanning van Agrippina en Caligula's oudste broer Nero in 29 en beiden overleden zij in ballingschap. Het jaar daarop werd onder soortgelijke omstandigheden de twee jaar oudere broer van Caligula, Drusus Julius Caesar, in de kerker geworpen, waar deze de hongerdood zou sterven. Caligula was nu het enige mannelijke lid van het gezin van Germanicus dat nog in leven was.
De voogdij over de jonge Caligula viel sinds 27 toe aan Tiberius' moeder en Augustus' weduwe, Livia. Na haar dood werd hij aan de zorg van zijn grootmoeder Antonia minor toevertrouwd. Waarschijnlijk om hem als oudste van de twee overgebleven mannelijke erfgenamen van Tiberius tegen moordaanslagen te beschermen, werd de jonge Caligula samen met zijn drie zusters in isolement opgevoed, waarbij hij een bijzondere band met zijn zuster Drusilla ontwikkelde. Dat Tiberius aan Caligula's regeringsbekwaamheid twijfelde en hem derhalve van het politieke leven uitsloot, is vermoedelijk een latere constructie, daar de bronnen anders over de algemene populariteit van de jongeman berichten: voorzichtigheid en intelligentie hadden de latere keizer de periode tot aan de dood van Seianus in 31 doen overleven en behoedden hem ook in latere jaren onder de constante vrees voor vermeende of reële samenzweringen.
Tiberius riep de jonge Caligula in 31 bij zich op Capri. Daar slaagde de jonge prins erin het vertrouwen van Tiberius te winnen. Suetonius stelt dat deze vertrouwensband op een gemeenschappelijke interesse voor folteringen en seksuele uitspattingen berustte, maar daarbij zou het heel goed om een tendentieuze passage van de op sensatie beluste biograaf kunnen gaan, die soortgelijke zaken ook aan andere principes toeschrijft en die zowel Tiberius als Caligula bovendien niet erg hoog had. Ook werd het gerucht overgeleverd dat Caligula of de praefectus praetorio Macro de zieke Tiberius met een kussen zou hebben verstikt, maar of dit op een historisch gegeven berust, mag betwijfeld worden, niet alleen omdat bij de dood van heersers vaak geruchten over een onnatuurlijke dood de ronde doen, maar ook omdat de joodse schrijvers Philo en Flavius Josephus vermelden dat de bejaarde Tiberius een natuurlijke dood stierf.

## Deprinceps

### Regeringsaantreden

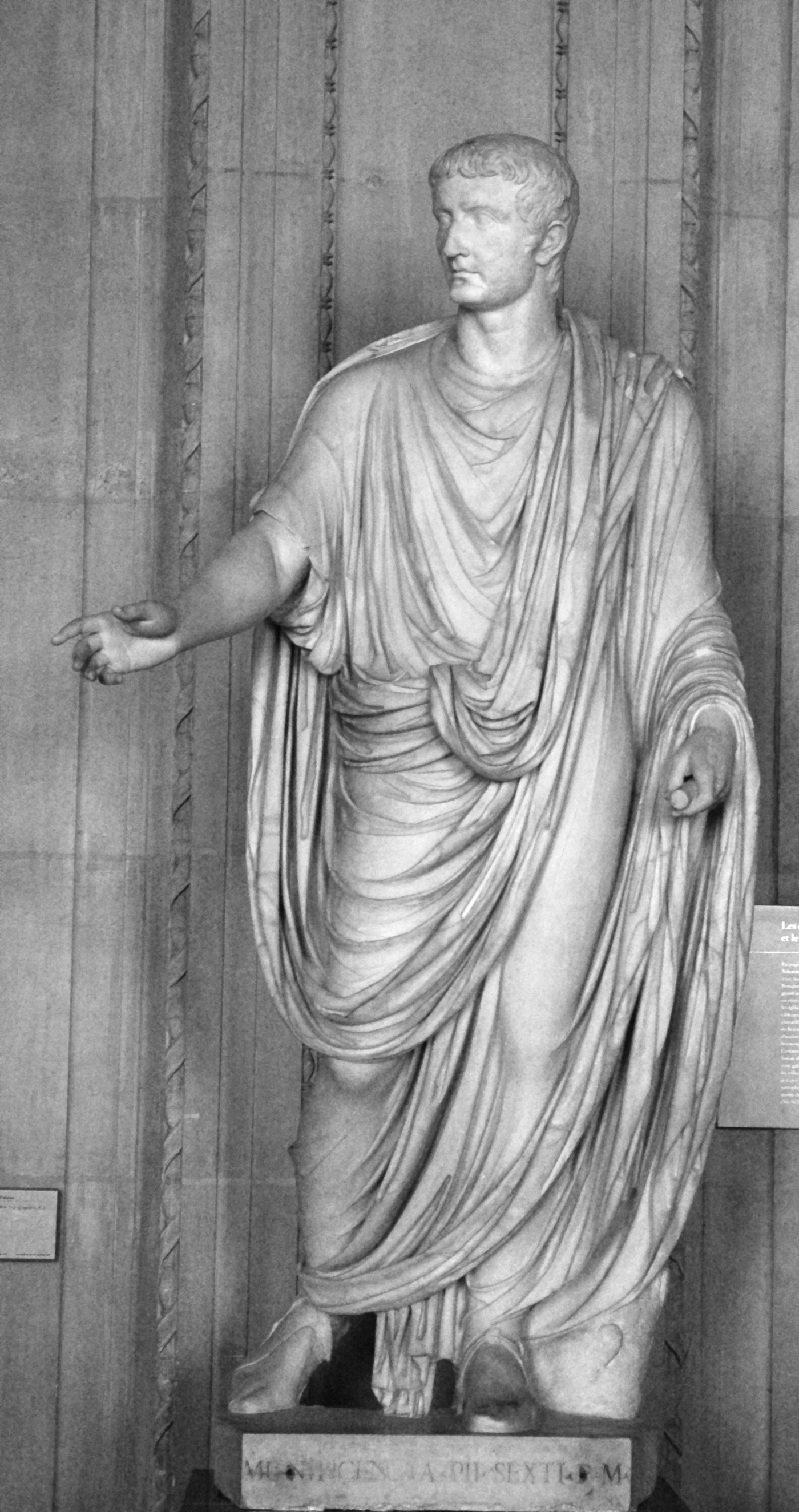
Standbeeld van Tiberius afkomstig van Capri (Louvre, MA 1248).

Bij de dood van Tiberius op 16 maart 37 lag opvolging door Caligula voor de hand, anders dan bij de vaak wisselende opvolgingskandidaten onder keizer Augustus. Tiberius had weliswaar in zijn testament Caligula's neef, Tiberius Gemellus, tot mede-erfgenaam aangesteld, maar de senaat verklaarde het testament ongeldig, op initiatief van de praefectus praetorio en opvolger van Seianus, Macro. De door Augustus opgerichte pretoriaanse garde met haar bevelhebbers had traditioneel een nauwe band met de princeps en Macro heeft mogelijk gehoopt dat hij de jonge princeps als marionet zou kunnen gebruiken. In ieder geval werd Caligula, vierentwintig jaar oud, op 18 maart 37 door de senaat tot imperator uitgeroepen. Twee dagen eerder, op de dag van Tiberius' dood, was hij al door de pretorianen in Misenum uitgeroepen tot imperator. Na een feestelijke intocht te Rome droeg de senaat op 28 maart bijna alle staatsfuncties en privileges die Augustus en Tiberius in de loop der tijd in zich hadden weten te verenigen over op Caligula. Tiberius Gemellus werd vervolgens door Caligula geadopteerd, waarmee Caligula hem compenseerde voor de gang van zaken rondom de opvolging, doordat hij hem zo de hoop op deelname aan de macht alsook op een latere opvolging als keizer bood.
Na de onrustige laatste regeringsjaren van Tiberius, met de mislukte staatsgreep van Seianus en de daarop volgende processen, waren de verwachtingen bij Caligula's regeringsaantreden hooggespannen, onder andere vanwege de populariteit van zijn vader Germanicus.

### De eerste twee jaar (37–38 n.Chr.)

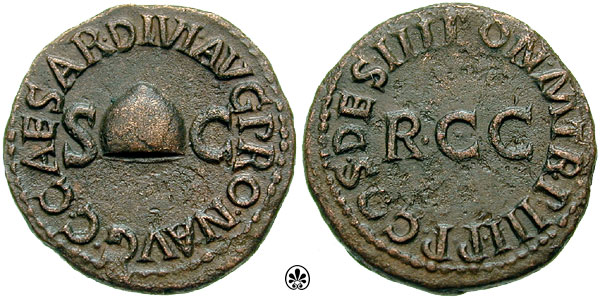
Quadrans die de belastingsvermindering door Caligula van 38 viert. De voorzijde toont een Frygische muts wat verwijst naar de bevrijding van het volk van de belastingsdruk.

In de eerste maanden van zijn regering maakte Caligula zich bij de heersende klassen geliefd: hij besloot belastingverminderingen in te voeren, schortte de onder Tiberius begonnen hoogverraadsprocessen op en liet de reeds verbannen senatoren terugkeren naar Rome. Ook met de uitwijzing van de spintriae (schandknapen) distantieerde hij zich van Tiberius, die van hun diensten zou hebben gebruikgemaakt. Onder de pretoriaanse garde, de elitetroepen die dienden als keizerlijke lijfwacht, liet hij voor de eerste keer bij zijn aantreden een donativum (geldgeschenk) geven, waarmee hij zich verzekerde van hun gunst. De inwijding van de Tempel van divus Augustus (de vergoddelijkte Augustus) bij het begin van zijn regering stond bol van de symboliek, om de afstamming en verbondenheid met de eerste princeps tot uitdrukking te brengen. Deze regelingen kwamen de populariteit van de keizer ten goede, maar deden de schatkist serieus slinken. Duur waren ook de door Caligula georganiseerde luxueuze wagenrennen, dierenjacht en gladiatorenspelen, die tijdens zijn regeringsperiode wreder werden en daarmee aan de smaak van die tijd tegemoetkwamen; althans, bloedige gladiatorengevechten werden in de oudheid, voor zover men weet, niet of nauwelijks bekritiseerd. Vele gruweldaden van de princeps zijn in samenhang met spelen of publieke spektakels overgeleverd.
Mogelijkerwijs kreeg Caligula door zijn grote inspanningen na zes maanden regering een zenuwinzinking en leed hij daarop aan een zware ziekte, die door de antieke auteurs in verband werd gebracht met een encefalitis („hersenontsteking“). Suetonius spreekt hierover met de woorden: „Tot hier als het ware over de princeps, het overige moet als over een monster verteld worden.“ Aan deze periodisering ligt een in de antieke biografie gebruikelijk verhaalmodel ten gronde, die het leven van mensen zo veel mogelijk in categorieën tracht op te delen. De eerste hoogverraadprocessen begonnen daadwerkelijk in de tijd na Caligula's genezing: de princeps liet zijn voormalige mede-erfgenaam en adoptiezoon Tiberius Gemellus, zijn schoonvader Silanus en de invloedrijke praefectus praetorio Macro op beschuldiging van samenzwering arresteren en tot zelfmoord dwingen. Daarmee stelde Caligula zijn heerschappij veilig en beschermde hij zich tegen een eventuele toenemende invloed van hun kant. Op 10 juni 38 werd de princeps opnieuw door het noodlot getroffen met de dood van zijn lievelingszus Julia Drusilla, voor wie hij tot eerbewijzen overging die in Rome slechts bij de dood van de meest vooraanstaande mannen gebruikelijk waren. Kort na deze dood huwde Caligula de voorname matrona Lollia Paulina, waarvan hij zich kort daarop liet scheiden om met een zekere Milonia Caesonia te trouwen, die van twijfelachtige afkomst was.

### Buitenlands beleid

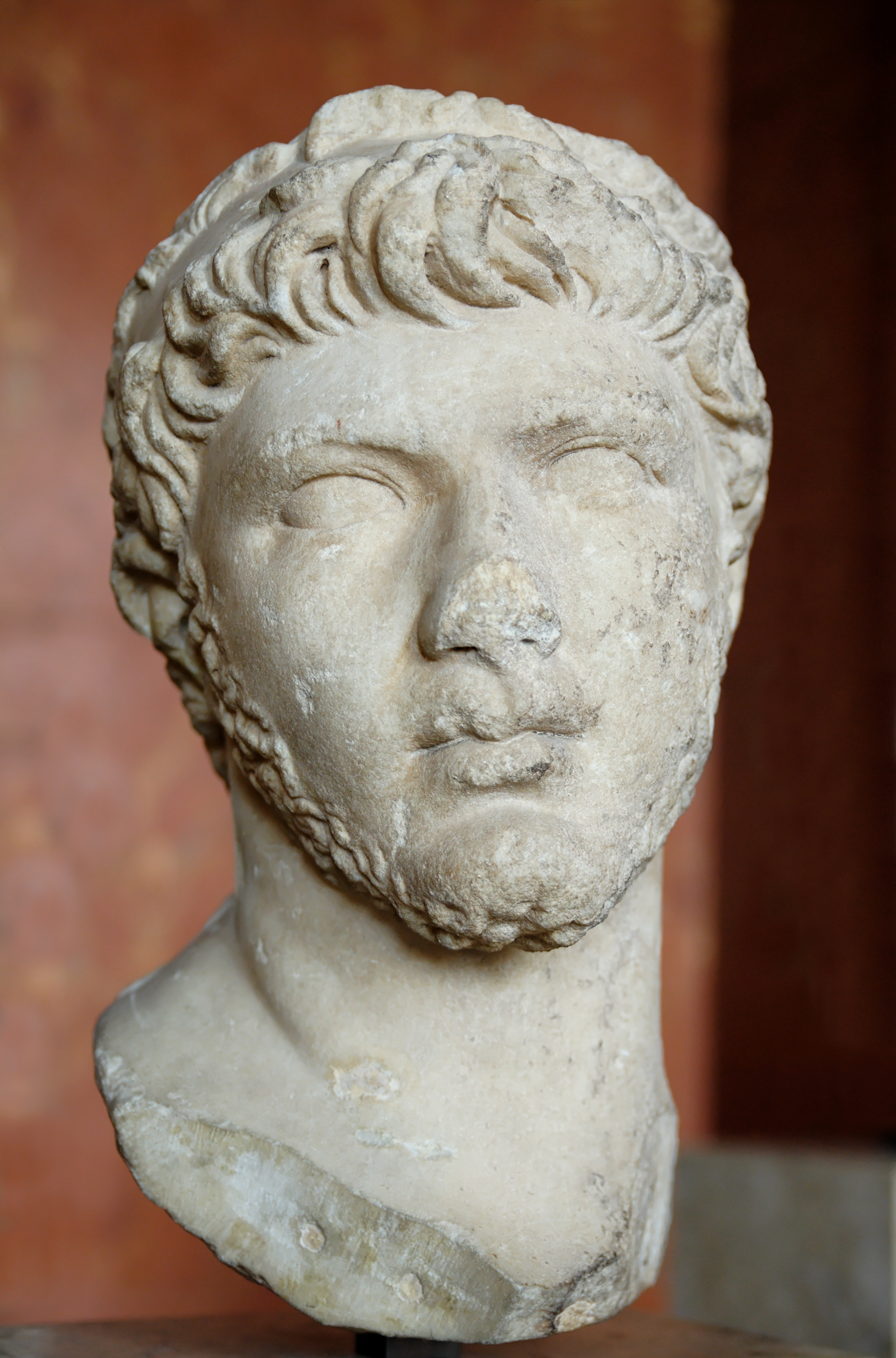
Ptolemaios van Mauretanië (Louvre, MA 1887).

Caligula's korte regeerperiode zag slechts kleine militaire ondernemingen, waarvan de chronologie ten zeerste onduidelijk is. In de herfst van 39 stak hij met een leger de Alpen over, om in navolging van zijn voorvaderen de alsnog niet afgesloten expansie in Germania en Britannia voort te zetten. Zijn ambities in Germania werden echter niet met succes bekroond. Caligula moest zijn troepen terugtrekken zonder significante territoriale winst te boeken. Ook slaagde hij er niet in de provisorische militaire territoria van Germania Superior en Inferior de status te geven van provincia met de hiervoor noodzakelijke infrastructuur, hetgeen pas in 85 n.Chr. gerealiseerd werd. Met betrekking tot de veldtocht tegen Britannia berichten de bronnen uitsluitend over meestal groteske acties van de keizer. Zo liet hij zijn troepen zeemosselen verzamelen op de stranden van het Kanaal, die als exotische buitstukken het succes van de veldtocht moesten voorstellen. Volgens sommige bronnen was dit aan de Noordzee bij Katwijk, de uiterste noordwesthoek van het Romeinse rijk, maar dit valt niet met zekerheid vast te stellen. Plannen voor een luxueuze triomftocht, waarbij eigen Gallische gladiatoren met roodgeverfde haren als Germaanse krijgsgevangenen zouden worden opgevoerd, werden uiteindelijk niet op deze wijze uitgevoerd. De muntslag van Caligula toont echter de militaire grootte van de princeps en is daarom in tegenspraak met de literaire overlevering.

Buiten zijn militaire plannen om was Caligula's buitenlandse politiek succesvol. In 37 stelde hij de in de omgeving van de keizerlijke familie opgegroeide en Romeins-gezinde Herodes Agrippa I aan als koning van Judea en twee jaar later breidde hij zijn rijksgebied nog verder uit tot alle gebieden waarover diens grootvader Herodes de Grote ooit geregeerd had. Daarnaast liet Caligula in 40 onder onbekende omstandigheden koning Ptolemaeus van Mauretania eerst naar Rome brengen, vervolgens vermoorden om ten slotte diens gebied te annexeren. De bronnen spreken van gevoelens van nijd bij Caligula, opgewekt door een indrukwekkend optreden van de koning in het amphitheater, maar politieke motieven voor de moord, die bijdroeg aan de expansie van het rijk, zijn aannemelijker.

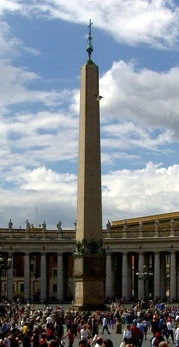
Uit Egypte weggehaalde obelisk voor Caligula's circus (tegenwoordig op het Sint-Pietersplein)

### Kunstroof
Caligula is ook als liefhebber en rover van niet-Italische kunstschatten de geschiedenis ingegaan, bij voorkeur uit de rijke bezittingen van Griekse tempels. Zo wilde hij het Zeus-standbeeld van Phidias, een wereldwonder van de oudheid, naar Rome laten brengen. Ook liet hij in 37 een hoge roze-rode granieten obelisk uit het Egyptische Heliopolis overbrengen naar Rome en plaatsen op de spina van het door hem gebouwde circus, om het aanzien daarvan te vergroten. Sinds het begin van de expansie van het rijk en de oprichting van de eerste provinciae was kunstroof door gouverneurs en andere magistraten geen zeldzaamheid, wat zich uitte in talrijke aanklachten wegens kunstroof, die waarschijnlijk op slechts een fractie van de werkelijke omvang betrekking hebben. Aangezien Caligula zich slechts voor een korte tijd in het oosten van het rijk ophield, kan het initiatief tot kunstroof in individuele gevallen eerder bij de verantwoordelijke gouverneurs dan bij de princeps hebben gelegen, maar Caligula zal hiertegen geen actie ondernomen hebben, daar het direct aansloot op zijn interesse zijn heerschappij met hellenistische symbolen op te smukken. Als ooggetuige bericht Philo van Alexandrië over de luxueuze uitrusting van de privévertrekken van de princeps met kunstwerken uit heel de wereld.

### Bouwactiviteiten

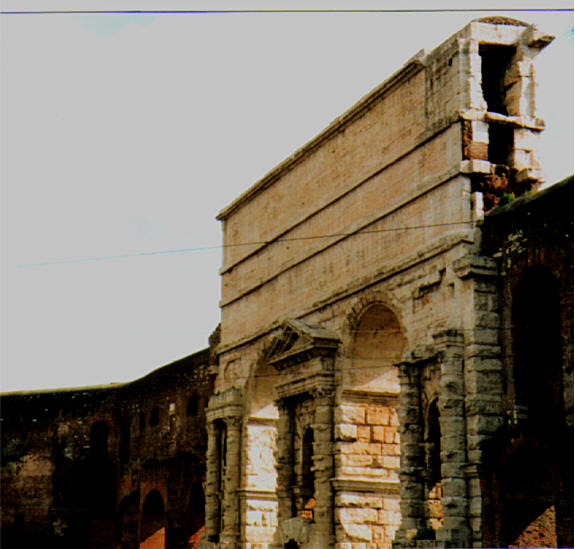
De Porta Maggiore met Aqua Claudia, die door Caligula was begonnen.

Caligula's vrijgevigheid waar het geld betrof, uitte zich in bijwijlen spectaculaire bouwprojecten: archeologisch nawijsbaar zijn een vuurtoren bij Boulogne in Noord-Frankrijk, de heropbouw van het paleis van Polykrates op Samos, het begin van de bouw van twee aquaducten - de Aqua Claudia en Anio Novus - voor de stad Rome, restauraties aan de stadsmuren en tempels in Syracuse alsook thermae in Bologna. We vinden in de literaire bronnen aanwijzingen voor ambitieuze projecten zoals de bouw van een kanaal over de Landengte van Korinthe, de aanleg van viae („heerbanen“) over de Alpen, de uitbouw van de haven van Rhegium, alsook de twee zogenaamde 'schepen van Nemi', twee enorme schepen, die zowel rituele doeleinden alsook voor privégebruik door de princeps dienden. De schepen waren beide reeds in 1446 ontdekt in het Meer van Nemi en zijn in de periode 1929-1931 op initiatief van Mussolini door archeologen boven water gebracht en op grond van duidelijke inscripties geïdentificeerd. In 1944 werden ze echter bij een door de terugtrekkende Duitse troepen aangestoken brand in het speciaal voor de schepen gebouwde museum verwoest.
In Rome werd op de helling van de mons Vaticanus het circus Gai et Neronis opgericht, het theater van Pompeius gerenoveerd, een luxueus houten amfitheater opgetrokken (intussen was men ook begonnen met de bouw van een stenen amfitheater), de staatsgevangenis (carcer Tullianus), die onder andere voor de executie van politieke tegenstanders diende, uitgebouwd en ook de privévertrekken en lusthoven van de princeps werden luxueus ingericht (de zogenaamde Horti Agrippinae). Als bijzonder spectaculair en teken van de ijdelheid van Caligula wordt de overbrugging van de baai van Napels tussen Pozzuoli en Baiae met de reeds eerder vermelde boten genoemd. Archeologische overblijfselen van de verbouwingen aan de residentie van Caligula zijn in 2003 op het Forum Romanum teruggevonden.

### Caligula op Nederlands grondgebied
Zijn exercitie die bekend werd als de "slag met de schelpen" zou Caligula bij Katwijk aan Zee hebben opgevoerd, een theatrale aankondiging van zijn invasieplannen om Brittannia te veroveren, zoals beschreven door de Romeinse geschiedschrijvers Suetonius en Dio Cassius. De teksten spreken echter vooral van “de Gallische kust”. Andere plaatsen zoals Boulogne-sur-Mer kunnen daarom ook mogelijk zijn geweest, daar waar Het Kanaal het smalst is. In 1997 werd in Katwijk een duig van een wijnvat gevonden met Calligulastempel.

## De moord op Caligula
Na slechts vier jaar te hebben geregeerd vond Caligula de dood door de hand van leden van de pretoriaanse garde. De initiatiefnemer tot de samenzwering was de tribunus Cassius Chaerea, die door een deel van senatoren en andere invloedrijke personen aan het hof werd gesteund en geholpen. Antieke beschrijvingen van iemands dood zijn gewoonlijk sterk gestileerd: volgens de antieke auteurs gebeurde de aanslag in de onderaardse corridor van een theater, waarbij Caligula als een soort van ritueel offer werd afgeslacht, om zo de personencultus van Caligula in een symbolische rollenomkering te vergelden.
Caligula werd vermoord nadat hij de senaat door een demonstratieve uitputting van de wettelijke mogelijkheden van het principaat had gebruuskeerd. Over de gronden en de precieze afloop van de samenzwering geeft Flavius Josephus het meest uitvoerige verslag. Over de chronologie van hetgeen eraan voorafging valt echter weinig met zekerheid te zeggen, daar de voorstelling van Suetonius voor deze periode ongeordend is en die van Lucius Cassius Dio deels verloren is gegaan en in de overgeleverde delen niet betrouwbaar is. Volgens deze laatste begon Caligula's radicale regeringswissel met een in de loop van het jaar 39 voor de senaat gehouden redevoering. De weergave van deze toespraak is hoogstwaarschijnlijk een herschepping van de geschiedschrijver, maar ook in onze andere bronnen wordt de breuk in de regering van Caligula rond het jaar 39 gesitueerd.
In 38 of 39 was er immers een financiële crisis geweest, want door Caligula's uitgaves voor politieke steun, zijn generositeit en extravagantie was de staatsschat uitgeput geraakt. Antieke auteurs stellen dat Caligula om aan geld te komen tegen bepaalde personen valse beschuldigen uitte, hen beboette of zelfs liet doden om hun landgoederen in handen te krijgen. Bovendien vroeg Caligula het volk om geld te lenen aan de staat. Caligula hief belastingen op rechtszaken, huwelijken en prostitutie. Ook begon hij de levens van gladiatoren te veilen tijdens de spelen. Goederen die bij testament waren nagelaten aan Tiberius werden nu geïnterpreteerd als nagelaten aan Caligula. Centurio's die door plundering rijkdommen hadden verworven, werden gedwongen hun buit aan de staat over te dragen. De curatores viarum werden beschuldigd van incompetentie en geldverduistering en gedwongen om geld terug te betalen.

### Geweld

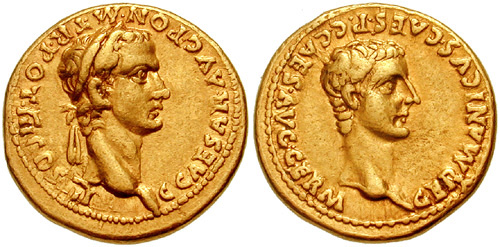
Aureus van Caligula met op de keerzijde Germanicus (geslagen in 40 n.Chr.).

De belangrijkste oorzaak voor de samenzwering tegen Caligula was zijn buitensporig gebruik van geweld, vooral tegen senatoren: de princeps liet de hoogverraadprocessen, die na de dood van Tiberius werden beschouwd als afgedaan, ongeveer halverwege zijn regering in groten getale weer opnemen. In minstens 36 gevallen van gruwelijke executies of andere zware straffen zoals verbanning vermelden de literaire bronnen de namen van de slachtoffers, waarbij het in de regel om leden van de bovenlaag ging, maar soms ook om soldaten of toneelspelers. In enkele gevallen liet Caligula senatoren folteren, ondanks het feit dat hun positie hen daar rechtens tegen vrijwaarde. Zo behandelde hij de senatoren feitelijk alsof zij slaven waren. Hiervoor boden de hoogverraadprocessen echter een zekere juridische speelruimte. Suetonius maakt bovendien melding van bannelingen die vermoord werden, zonder echter concrete gevallen aan te voeren. Caligula kan door zijn jeugdervaringen een overdreven angst voor zijn leven hebben ontwikkeld. Door de processen nam echter het daadwerkelijke gevaar voor een moordaanslag toe.
Caligula werd daarom het volgende motto toegeschreven: „Laten ze me maar haten, als ze maar bang voor me zijn“, een citaat van een tragedie van Lucius Accius. In deze woorden uitte zich het karakter van een autocratische heerser, die weerstand met geweld bestreed in plaats van door consensus, of die het risico op weerstand ten minste bestreed door publieke vernederingen. Op een soortgelijke wijze moet Caligula hebben gezegd: „Had het volk van Rome maar slechts een nek! [… waarmee ik het in een keer kon wurgen]“. De historiciteit van letterlijke citaten in de antieke literatuur is echter vaak twijfelachtig: zij moesten dienen om het karakter van een persoon tot uitdrukking te brengen.
De executies van senatoren worden bijna zonder uitzondering beschreven als willekeur van de princeps, die of uit sadistische moordlust of in reactie op lichte inbreuken (zoals kritiek op de kleding van de princeps) handelde. Hetzelfde geldt voor de wrede moorden, in het bijzonder die in de omgeving van het niet-aristocratische hof, waarbij de princeps zijn aanspraak op totale beoordelingsvrijheid in cynische bewoordingen tot uitdrukking bracht. Uit Caligula's algemene regeringshouding komt echter een ander beeld naar voren, namelijk dat het Caligula uiteindelijk min of meer ging om een systematische ontmachtiging van de senaat, door sommige senatoren te laten elimineren en de overigen te intimideren. Voor deze aanname spreken opvallende daden van zijn regering, die in het volgende hoofdstuk worden besproken.
Daarnaast zijn er overgeleverde berichten van gedwongen prostitutie en verkrachtingen door Caligula, waaraan leden van de hoogste klasse ten prooi vielen. In het moderne onderzoek wordt de historiciteit van dergelijke berichten over Caligula (en andere principes) echter in twijfel getrokken en worden ze toegeschreven aan de tirannenoptiek van de bronnen in kwestie, daar ook over andere negatieve beoordeelde heersers van de Romeinse en pre-Romeinse oudheid vergelijkbare berichten zijn overgeleverd. Ongegronde geruchten alsook literaire bewerkingen, bijvoorbeeld in het kader van tragedies, of verwijzingen naar typologisch vergelijkbare heerserspersoonlijkheden, vonden vaak ingang in de literatuur als historische berichten. Aldus stellen sommige geschiedschrijvers in hun methodologische uiteenzettingen over feiteninformatie, dat fictieve elementen voor de nadrukkelijke karakterisering van een persoon in de oudheid niet onverantwoord geacht werden. Slechts zelden is echter met zekerheid vast te stellen waar de grens tussen fictie en historische werkelijkheid ligt, wat in elk geval met betrekking tot Caligula tot een groot aantal historische vragen heeft geleid.

### Caligula en de senaat
Door een demonstratieve vernederende houding, die vaak aan het hofceremonieel van oosterse despoten deed denken, beoogde Caligula (mogelijk) een politieke uitschakeling van de hogere stand. Bij het toekennen van de ambten schoof hij als princeps vaak ongewenste kandidaten naar voren, waarmee hij zich nog minder geliefd maakte. De bronnen vermelden onder de talloze extravaganties van de princeps, dat hij zijn lievelingspaard Incitatus wenste aan te stellen als consul. Als Caligula zich daadwerkelijk zou hebben laten ontvallen dat hij met deze gedachte speelde, dan was dit waarschijnlijk met de bedoeling de senaat zijn exclusieve beslissingsmacht en zijn almacht, ook over senatoren, te tonen.

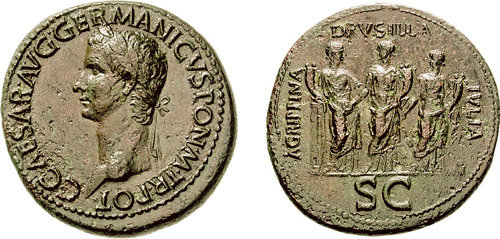
Sestertius van Caligula met op de keerzijde zijn drie zusters.

Caligula stond een oosters heersersbegrip voor, wat een demonstratief extravagante levenswijze impliceerde, alsook verering in de staatscultus reeds tijdens zijn leven, niet pas na zijn dood (hoewel hiervoor in het westen van het Imperium Romanum tot op heden geen enkel bewijs is gevonden in de vorm van tempelbouw, inscripties of munten, die Caligula eenduidig met een persoonsverering in verband brengen; zie ook Cesaropapie). Het publiekelijk uiten van zijn verbondenheid met zijn zusters en in het bijzonder met Drusilla was mogelijk door de Egyptische broer-zus-heerschappij geïnspireerd. Zo'n regeringsstijl, waartoe ook Julius Caesar en in het bijzonder Marcus Antonius zich voelden aangetrokken, maakte hem verdacht bij de Romeinse elite. De princeps maakte zijn nieuwe visie op zijn heerschappij duidelijk door de vervanging van de hoofden van godenbeelden met zijn eigen portret of dat van verwanten alsook door zijn hellenistische kledingstijl. Voor zover redenen voor executies worden genoemd, worden deze meestal in verband gebracht met kritiek op deze regeringsopvatting. Ook zijn tendensen van een imitatio Alexandri herkenbaar.
Net zoals over Julius Caesar en Marcus Antonius maken de literaire bronnen melding van plannen van Caligula om de hoofdstad van Rome naar Alexandrië te verleggen, wat in de praktijk gelijk stond aan een definitieve ontmachtiging van senaat. Daarin kunnen mogelijk de overwegingen voor radicale rijkshervormingen worden gezien, gebaseerd op de erkenning dat een rijk van de grootte van het Imperium Romanum niet meer met het personeelsbestand van een Midden-Italische stad, maar slechts met behulp van een goed ontwikkelde bureaucratie en hiërarchie zoals in het hellenistische Ptolemaeïsch Egypte kon worden bestuurd. Mogelijk hoopte Caligula door het negeren van de ordo senatus voor zijn regering in toenemende mate te kunnen steunen op de ordo equester, die afhankelijk was van en onderworpen aan de keizer, enerzijds door degradaties, anderzijds door bevordering van loyale leden die als personeel werden geherstructureerd.

### Groepen buiten het overzicht
De dwingelandij van Caligula was in de eerste plaats gericht tegen de senaat, die hem daarom haatte. Omdat na Caligula's dood reacties tegen zijn moordenaars zo goed als uitbleven, schijnt de princeps evenwel ook bij andere machtsfactoren in het rijk, met name het leger of het plebs, ondanks de vrijgevigheid tijdens zijn eerste regeringsmaanden, ten dele ongeliefd te zijn geworden. Mogelijk lagen de drastische belastingverhogingen als gevolg van de verhoogde uitgaven hieraan ten grondslag. Ook had Caligula ongebruikelijke maatregelen getroffen, zoals de openlijke vordering en belasting van de prostitutie. Per bordeelbezoek moest als heffing de minimumprijs worden betaald, die voor een concubitus werd verlangd. Deze belasting bleef als een van de weinige maatregelen na de dood van Caligula bestaan en werd pas in de christelijke tijd afgeschaft.
Er wordt melding gemaakt van willekeur en gewelddaden tegen de bevolking van Rome tijdens de spelen, die gewoonlijk als een publiek forum voor onder andere graanbedelingen en donaties dienden, zodat de daden van de keizer bij dergelijke gelegenheden een potentieel gevaar voor een volksopstand konden inhouden. Flavius Josephus zegt echter ook dat Caligula bij sommige delen van de bevolking, die in deze uitbundige spelen waren geïnteresseerd, tot aan zijn dood geliefd bleef, evenals bij het deel van het leger, dat hun soldij op tijd had ontvangen. Ook andere bronnen maken melding van de relatieve populariteit van de keizer bij het volk in Rome respectievelijk Italië, maar waarschijnlijk niet in de provinciae van Griekenland en het oosten, waar Caligula zich door kunstroof en tempelplunderingen niet bepaald geliefd had gemaakt: het verwijderen van Caligula's naam in opschriften (damnatio memoriae), die waarschijnlijk zijn terug te voeren op lokale en beperkte reacties op Caligula's dood, zijn uitsluitend in het oosten van het rijk geattesteerd (zie onder).

### Joden
Terwijl over Caligula's beleid en de beoordeling over hem in de provinciae weinig systematische informatie is overgeleverd, bezitten we vooral dankzij de werken van Flavius Josephus en Philo van Alexandrië verslagen over Caligula's ingrijpen in het centrum van het joodse geloof. We kunnen het oordeel over de keizer dat naar voren komt uit deze bronnen echter slechts in beperkte mate extrapoleren naar andere bevolkingsgroepen, omdat het conflict met de Joden vooral te maken had met het joodse monotheïsme, dat onverenigbaar was met de door Caligula opgedrongen hellenistische heerserscultus waaraan de Griekse bevolking deelnam, die met de joden in een klein gebied samenleefden. Caligula droeg in zekere mate - naast andere oorzaken - bij tot de latere dramatische ontwikkelingen in Judea, waaronder de verwoesting van de tempel door Titus en uiteindelijk de diaspora onder Hadrianus.
Alexandrië was sinds het hellenisme een multiculturele stad geworden. De stad telde onder haar inwoners, naast gehelleniseerde Egyptenaren en Grieken, een sterke joodse minderheid. Religieuze botsingen kwamen herhaaldelijk voor. Tijdens de aanwezigheid van Herodes Agrippa I namen de haatgevoelens bij de Griekse bevolking toe, wat tot een lokale pogrom leidde (zomer 38). De Romeinse stadhouder Aulus Avillius Flaccus had voorafgaand unilaterale sancties tegen de joodse bevolking verordend en wees deze nu als hoofdschuldigen aan voor de incidenten, met als gevolg dat de joden werden gedwongen zich in aparte woonplaatsen in de stad te vestigen. Het is daarmee het eerste historisch geattesteerde joodse getto. Deze toestanden waren de aanleiding tot de reis van een gezantschap naar Rome, waaraan Philo deelnam en die hij uitvoerig heeft beschreven. Nog voor de audiëntie met Caligula, die aan het uit Grieken en Joden bestaande gezantschap was toegezegd, bereikte hen in het jaar 40 vanuit Jeruzalem het schokkende nieuws, dat de keizer het bevel had gegeven om van de joodse tempel een centrum van de keizercultus te maken. De gesprekken eindigden zonder resultaat.

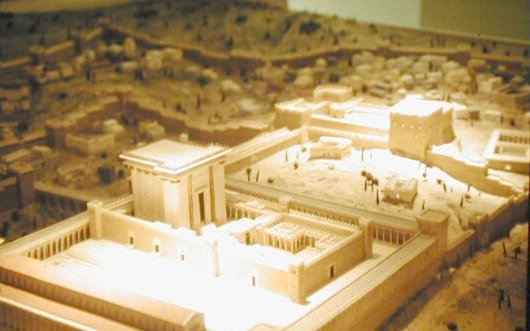
Tempel in Jeruzalem (model)

Caligula's poging om met geweld de keizercultus af te dwingen in de joodse tempel in Jeruzalem was een represaillemaatregel nadat Joden in Jabne in Judea een aan de keizer gewijd (maar in hun ogen blasfemisch) altaar hadden neergehaald. Caligula reageerde daarop met het bevel dat in de tempel in Jeruzalem een beeld van Caligula - of mogelijk een beeld van Zeus met de trekken van Caligula -, zou worden geplaatst. Het veroorzaakte verdere onrust in Antiochië, de administratieve zetel van Syria, aangezien de gouverneur Publius Petronius met de vervaardiging en opstelling van het beeld werd belast. Het lijkt erop dat Petronius zo veel mogelijk tijd probeerde te rekken, omdat hij zich bewust was van de gevoeligheden die de uitvoering van het bevel met zich mee zou brengen. Uiteindelijk was een conflict echter niet te voorkomen. De gemobiliseerde Joodse bevolking weigerde de oogst binnen te halen, wat het land in hongersnood en economische malaise dreigde te storten, ware het niet dat Petronius de Joden de toezegging deed Caligula te verzoeken zijn bevel in te trekken. Ondertussen oefende ook Herodes Agrippa druk op Caligula uit. Het lijkt erop dat Caligula aan Agrippa reeds had toegezegd zijn bevel in te trekken, maar zo ontstemd was over Petronius' verzoek dat hij alsnog besloot dat het beeld er moest komen. Volgens Flavius Josephus gaf Caligula Petronius de opdracht zelfmoord te plegen en ontliep hij dat vonnis slechts doordat het bericht van Caligula's dood hem eerder bereikte dan het doodvonnis. Het is echter niet meer vast te stellen of dit inderdaad een historisch gegeven is - Philo zwijgt erover - of dat Josephus hier gebruikmaakt van het literaire motief van een goed mens die op het laatste moment ontkomt uit de handen van een tiran. Hoe dan ook, Caligula's dood voorkwam dat het gewraakte beeld in de tempel werd geplaatst.
Vanwege de gebeurtenissen werd het nieuws van de dood van Caligula bij de joodse bevolking - zowel in Judea als in Alexandrië - met vreugde ontvangen, waarop de daaruit volgende verscherpingen van de spanningen door Claudius tot bedaren moesten worden gebracht.

### Caligula als precedent
Het korte principaat van Caligula toonde de gevaren aan die voortvloeiden uit de vage positie van de princeps binnen de fundamenteel nog voortbestaande constitutie van de Romeinse Republiek. Men gaat er tegenwoordig van uit dat Caligula bij zijn aantreden een soortgelijke reeks aan volmachten had gekregen als die voor Vespasianus in een opschrift zijn overgeleverd (Lex de imperio Vespasiani). Sommige onderzoekers herkennen daarin de praktische overdracht van de volledige vrijheid om naar eigen goeddunken te beslissen. De keizer hoefde - formeel althans - bij de verkiezingen geen rekening te houden met de senaat; de republikeinse constitutie voorzag weliswaar het principe van de collegialiteit, dat onder Augustus en in de beginperiode van Tiberius op zijn minst voor propagandadoeleinden werd behouden. De uit de republikeinse tijd stammende hoogverraadswet (lex maiestatis) was vaag en liet willekeurige processen en veroordelingen alsook folteren en executies toe, ongeacht iemands status of positie. Daar Caligula hiervan in zijn laatste twee regeringsjaren meedogenloos gebruikmaakte, kon de zo uitgeoefende autocratie slechts door dood worden beëindigd. Het voorbeeld van Caligula voorzag daarom de heerschappij van latere keizers: performatieve ritualisering van een consensus met de senatoriale aristocratie door de keizer was de voorwaarde voor diens waardering in de senatoriale historiografie (en de in grote mate op deze gebaseerde receptie in de daarop volgende eeuwen). Toch bleef Caligula geen afzonderlijk geval in de Romeinse keizertijd.

## Historische problemen

### Maatregelen na Caligula's dood

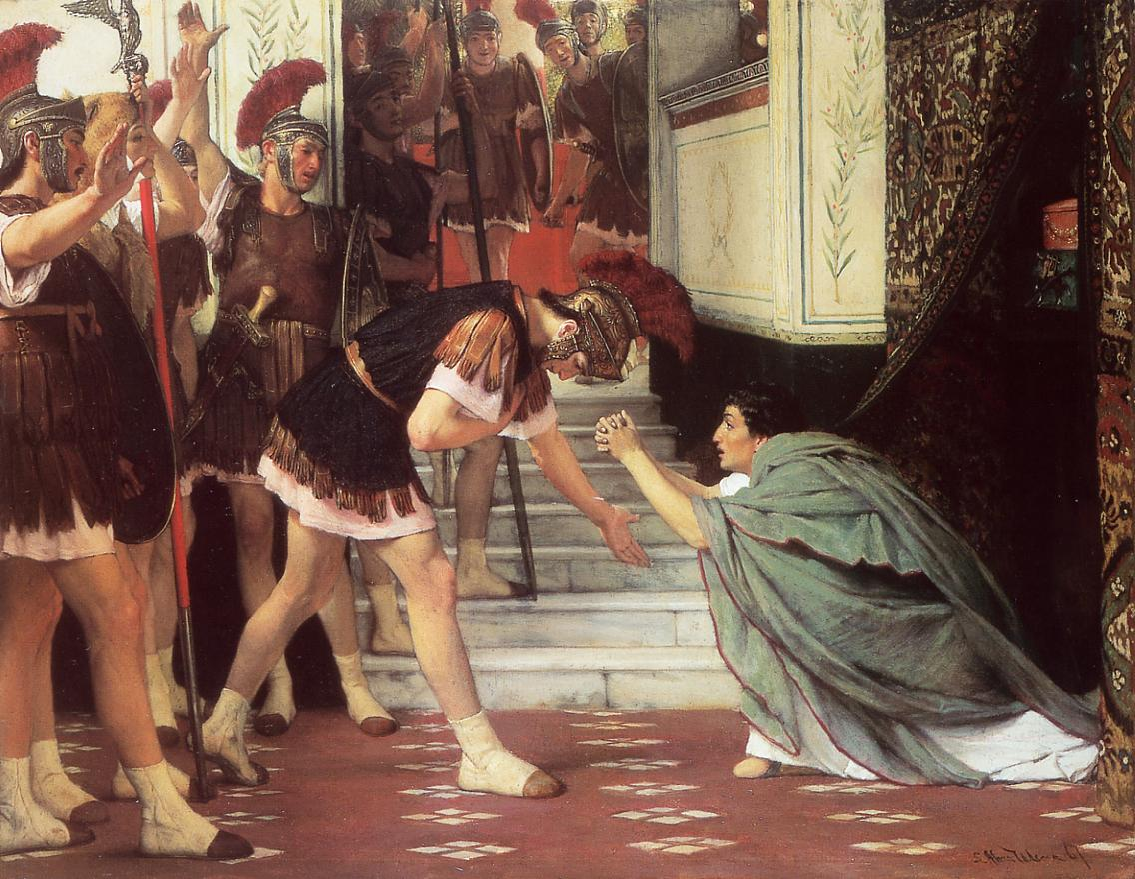
Claudius wordt tot keizer uitgeroepen - schilderij uit 1867 van Lourens Alma Tadema

Al snel na de moord op Caligula werd zijn nagedachtenis uitgewist. Was het na de dood van Tiberius al zo dat hier en daar standbeelden van de keizer neergehaald werden en gevraagd werd om ontering van zijn lijk, na Caligula's dood gingen in de Senaat zelfs stemmen op voor een collectieve damnatio over alle voorgangers en het herstel van de republiek, al was de macht van de senaat op zichzelf niet toereikend om dergelijke verstrekkende maatregelen ook daadwerkelijk door te voeren. Caligula's opvolger Claudius liet ten slotte onder druk van de Senaat alle officiële besluiten van zijn voorganger ongeldig verklaren, geschriften over zijn regering vernietigen, standbeelden verwoesten en munten met de beeltenis van Caligula aan het geldverkeer onttrekken. Afzonderlijke archeologische vondsten, vooral afkomstig uit de provincies, waarop de naam van Caligula is uitgewist of waarbij standbeelden van hem zijn verminkt, lijken echter het gevolg te zijn van spontane, niet officieel georganiseerde acties. Een damnatio memoriae van Caligula kan dan ook niet worden vastgesteld en het lijkt erop dat Claudius - mede omdat het de moord op zijn neef betrof - geen precedent heeft willen scheppen.
Deze gebeurtenissen kunnen hun sporen hebben nagelaten in de manier waarop Caligula in de bronnen wordt afgeschilderd. Doordat het bericht van Tacitus over Caligula's regering verloren gegaan is, is naast de veel latere Cassius Dio en de summiere gegevens in Flavius Josephus de keizerbiografie van Suetonius de belangrijkste bron. Tot op ongeveer een derde van het Caligula-Vita van Suetonius, waarin vooral zijn jeugd en het begin van zijn regering wordt beschreven, is de beschrijving positief of neutraal van toon of betreft het gegevens die ook uit niet-literaire bronnen zijn vast te stellen (zoals politieke ambten). Uit de tweede helft van Caligula's regering bevat Suetonius' beschrijving hoofdzakelijk nog wandaden van de keizer. Suetonius sluit aan bij de senatoriale geschiedbeschouwing en zijn beschrijving blikt dan ook voornamelijk terug op de verhouding tussen Caligula en de senaat, terwijl nauwelijks naar voren komt hoe andere bestuursorganen hem waardeerden. De biografie draagt duidelijk sporen van de ideologie van de adoptiefkeizers, die zich wilden distantiëren van de keizers uit de Julisch-Claudische dynastie, met uitzondering van Augustus. Als keizerlijk archivaris had Suetonius toegang tot documenten uit de regering van Caligula, maar hij geeft nauwelijks inzicht in de herkomst, historiciteit of tendens van zijn bronnen. Verschillende zaken die Suetonius vermeldt, komen naar hedendaagse opvattingen over als irrelevant. Suetonius' beschrijving, vooral met betrekking tot de willekeurige gewelddadigheden tegen senatoren, wordt bevestigd door Josephus, die schreef in de tijd van de Flavische dynastie.

### Waanzin?
De antieke bronnen karakteriseren de heerschappij van Caligula en in het bijzonder hemzelf als persoon vrijwel eenduidig als waanzinnig. Het is echter twijfelachtig of we daarbij aan een psychische aandoening in de moderne zin van het woord moeten denken. In de waarschijnlijk meest authentieke getuigenis, namelijk die van Philo in verband met het Joodse gezantschap uit Alexandrië, komt de keizer weliswaar als arrogant en cynisch naar voren, maar niet als psychotisch. Desondanks vinden we bij deze auteur wel de eerste verwijzing naar waanzin bij de keizer. Seneca vermeldt gruwelijke folteringen en terechtstellingen door de keizer en beschrijft hem als sadist, maar deze overleveringen stammen voornamelijk uit de periode van Seneca's door Caligula bevolen verbanning. Elders definieert Seneca het begrip 'waanzin' als het ontaarden van een tiran, zonder daarbij echter Caligula met name te noemen. Flavius Josephus karakteriseert de keizer meerdere malen als waanzinnig, maar ook bij hem blijft het onduidelijk of hij daarmee zinspeelt op een psychische stoornis of dat het een negatieve aanduiding is voor de willekeur in het optreden van de keizer. Suetonius - die echter schrijft volgens de traditie van de antieke biografie, waarin iemands karakter op basis van zijn regering wordt gereconstrueerd - schildert Caligula ongeveer een halve eeuw later nadrukkelijk af als geestesziek, door in zijn beschrijving van Caligula ziekteverschijnselen en fobieën te verwerken. Latere bronnen schetsen een vergelijkbaar beeld.
De theorie van keizerwaanzin, die bepalend is geworden voor het beeld van Caligula in de kunst, is voor het eerst verwoord in een pamflet van Ludwig Quidde uit 1894, getiteld Caligula. Eine Studie über römischen Caesarenwahnsinn (Caligula. Een studie over Romeinse keizerwaanzin). Caligula zou in de loop van zijn principaat geestesziek zijn geworden en aan grootheidswaanzin zijn gaan lijden, als gevolg van de nogal incestueuze familiepolitiek van de julisch-claudische keizerfamilie. Antieke bronnen spreken echter weliswaar over het afglijden van de keizerfamilie, maar de gedachte dat genetische factoren daarin een rol zouden spelen is hun vreemd: de Romeinen beriepen zich op het concept van mos maiorum (de zede van de voorouders), volgens welke de verdienste van een voorouder met veel aanzien automatisch op zijn nakomelingen werd overgedragen. Quidde liet zich voor zijn theorie inspireren door toenmalige natuurwetenschappelijke inzichten, met name van darwinistische aard. Quidde schreef zijn pamflet niet zozeer uit historische motieven - het pamflet betekende zelfs het einde van zijn academische carrière als historicus - , maar als indirecte kritiek op keizer Wilhelm II, die volgens hem evenals Caligula aan grootheidswaanzin leed.
Er zijn inderdaad enkele gebeurtenissen die, gerekend naar huidige maatstaven, kunnen worden uitgelegd als aanwijzingen voor een psychische aandoening, zoals de voorgenomen benoeming van zijn paard Incitatus tot consul, Caligula's handelwijze tijdens zijn veldtochten naar Germania en Britannia of zijn zelfverheffing tot levende god. Deze gebeurtenissen kunnen echter ook anders worden opgevat. Zo kan de voorgenomen benoeming van Incitatus niet serieus, maar cynisch bedoeld zijn, met de bedoeling de senaat te vernederen. De goddelijke verering die Caligula voor zich opeiste, is in lijn met de keizercultus van Augustus. Augustus wilde weliswaar niet dat hij tijdens zijn leven in de stad Rome als god vereerd werd, maar in de oostelijke delen van het Romeinse Rijk, waar al sinds de hellenistische periode een heerserscultus bestond, liet hij dit wel toe. Volgende keizers en andere hooggeplaatste personen aan het keizerlijk hof gingen verschillend om met de heerserscultus, maar in de basis was een cultus rondom een persoon in de toenmalige wereld geaccepteerd. Uitsluitend antieke bronnen die geschreven zijn vanuit een monotheïstisch gezichtspunt (Philo, Flavius Josephus) brengen dit met (grootheids)waanzin in verband.

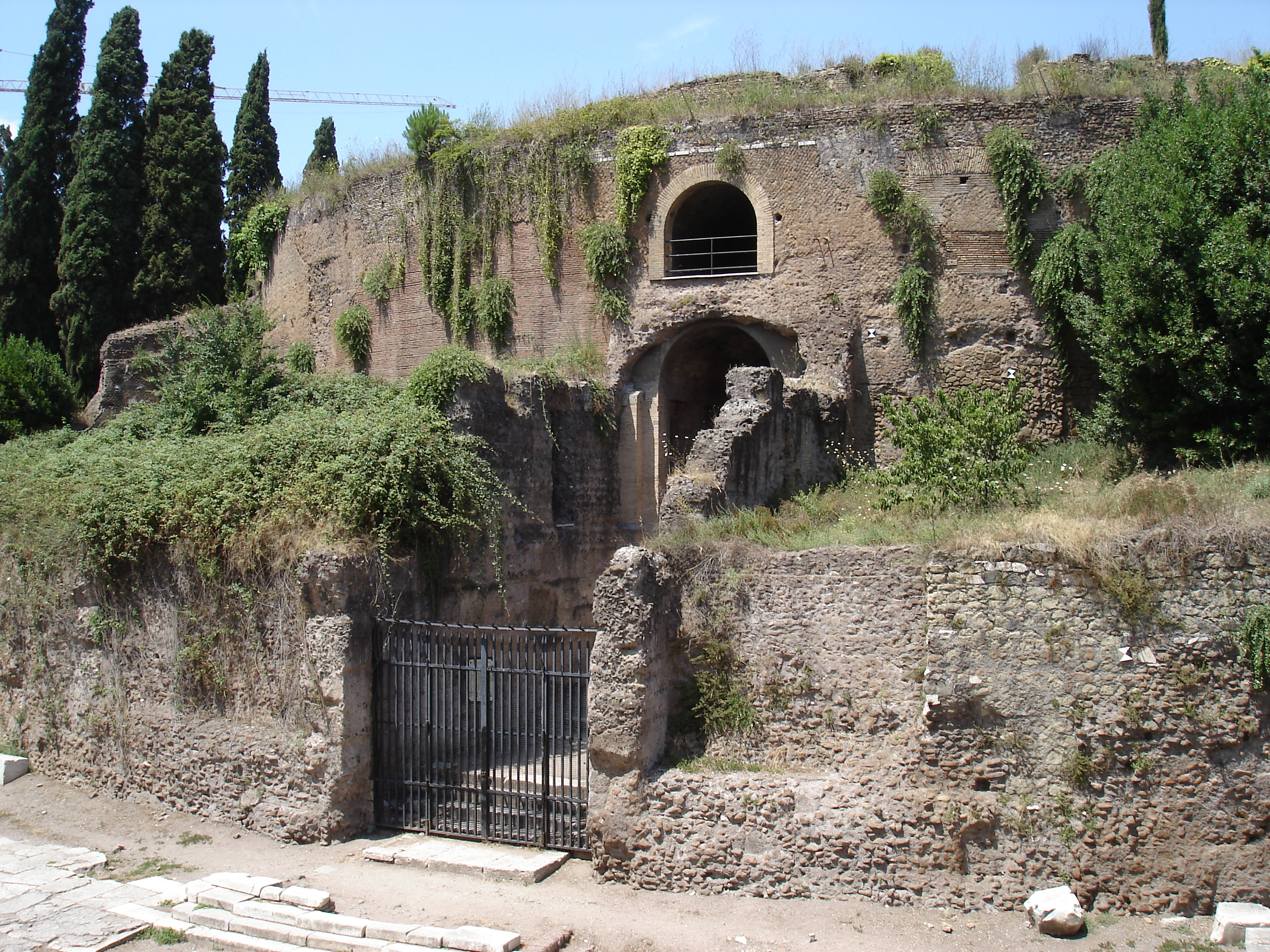
Het Mausoleum van Augustus drukt de postume verering van de eerste princeps uit

Veel tegenwoordige historici plaatsen vraagtekens bij de gedachte dat Caligula aan een psychische aandoening geleden zou hebben of bespreken deze vraag pas nadat zij deze eerst als historisch niet relevant of als onbetrouwbaar hebben aangemerkt. Vooral Aloys Winterling gaat in zijn biografie van Caligula (2003) in tegen de gedachte dat de keizer geestesziek zou zijn. Hij ziet Caligula als een cynische, op macht beluste persoon, die tegenover de senaat optrad met "dubbelzinnige communicatie", om hen te vernederen. Het is juist Caligula's omgang met de senaat die heeft geleid tot opvatting van een irrationeel optredende keizer, hoewel juist op dat vlak Caligula's beweegredenen maar moeilijk achteraf vast te stellen zijn. Volgens Winterling vinden de legendes over Caligula's waanzin hun oorsprong juist in zelfbeschermingsmechanismen binnen de senaat, die in de vermeende geestesziekte van Caligula achteraf een rechtvaardiging vond voor het feit dat zij door zijn toedoen zoveel vernederingen had ondergaan en uiteindelijk ook geaccepteerd. Bovendien, doordat de senaat op een in ieder geval officieel nog niet eerder vertoonde wijze vrijwillig met geweld heeft ingegrepen, had men achteraf een aannemelijke verklaring nodig voor de moord op Caligula. Dit vinden we weerspiegeld in de latere literaire overlevering, waarin het motief van waanzin (in de zin van een psychische aandoening) langzaam maar zeker steeds verder ontwikkeld wordt.
De gedachte dat de keizerswaanzin een legende is en zijn oorsprong vindt in de communicatie tussen keizer en senaat sluit op zich aan bij het gegeven dat Caligula reeds in zijn kinderjaren voor velen de beoogde opvolger van de keizer was. Caligula behoefde daarom lang niet zover te gaan als Augustus tijdens zijn principaat en Tiberius in zijn beginjaren in het ritueel van het verkrijgen van toezeggingen van de senaat als legitimatie van zijn principaat. Bovendien zal de aristocratie naar een verklaring hebben gezocht voor de verwording van deze nakomeling van de populaire Germanicus, zonder daarbij het uitgangspunt van de 'zede van de voorouders' ter discussie te stellen. Of Caligula anderzijds juist door deze niet eerder vertoonde onbeperkte macht pathologische trekjes van grootheidswaanzin ontwikkelde, blijft uiteindelijk een kwestie van speculatie. We kunnen niet meer met zekerheid vaststellen in hoeverre beschrijvingen van Caligula's ziekte uit 37/38 en andere bijzonderheden over zijn gezondheid (zoals slapeloosheid) voortkomen uit polemiek in de antieke bronnen of dat dit een historisch betrouwbaar beeld is dat wijst op een psychische stoornis.

### Waardering
De veroordeling van minstens het tweede deel van de regering van Caligula als wrede tirannie is in de antieke bronnen, ook die uit een latere periode, unaniem. Er is geen tegenvoorstelling overgeleverd en er is geen reden om aan te nemen dat Tacitus in de verloren gegane delen van zijn werk Ab excessu divi Augusti een ander beeld van Caligula zou hebben geschetst.
In het moderne onderzoek werden op grond van de problematische overlevering van de bronnen tot in de jaren 80 van de twintigste eeuw in vergelijking met andere principes weinig monografieën aan Caligula gewijd. Ondanks de misschien eenzijdige overlevering wordt Caligula beschouwd als een politiek conceptloze, wispelturige geweldheerser, wiens regering slechts door de interne stabiliteit van het rijk zonder negatieve gevolgen bleef. De laatste drie grote Caligula-biografieën weerspiegelen de verschillende visies binnen het huidige onderzoek: Arther Ferrill (Caligula: Emperor of Rome, Londen, 1991.) beschrijft het in de bronnen voorgestelde beeld van de waanzinnige en irrationele wrede tiran als historisch, Anthony A. Barrett (Caligula: The Corruption of Power, Londen - New York, 1989.) noemt talrijke alternatieven voor de overgeleverde voorstelling, Aloys Winterling (Caligula. Eine Biografie, München, 2003. = Caligula. Een biografie, Brussel, 2005.) rehabiliteert Caligula in zoverre, dat hij Caligula's regering vanuit de contemporaine visie op deze verklaart. Beide laatstgenoemde werken zijn in het onderzoek door een breed publiek op grond van de voorstellingswijze overwegend positief ontvangen. Desondanks heeft zich geen revisie van het traditioneel historisch beeld voltrokken en wordt de heerschappij van Caligula nog steeds gezien als een zonder grote successen en van geringe betekenis voor latere ontwikkelingen.

## Caligula-receptie

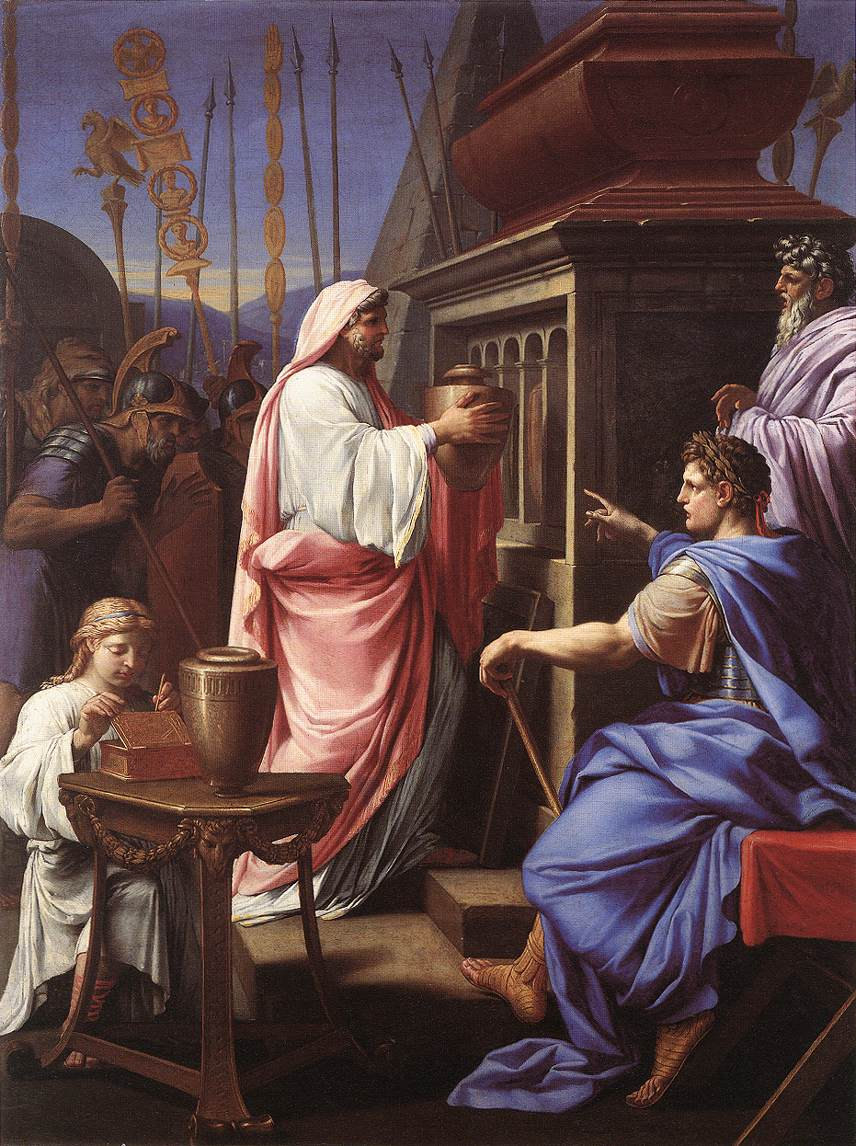
Caligula zet de as van zijn moeder en broer bij in de familietombe, schilderij door Eustache Le Sueur (1647).

Door de eeuwen heen is het beeld van Caligula overheerst door de perversie, wreedheid en decadentie die in de antieke bronnen aan hem wordt toegeschreven. Op zichzelf maken deze interpretaties van Caligula wel gebruik van de antieke historische bronnen, met name het rijkelijk overgeleverde anekdotische materiaal over de persoon van de princeps, maar zonder de daarbij noodzakelijke bronnenkritiek aan de dag te leggen. Voorbeelden van een perverse, wrede Caligula vinden we bijvoorbeeld in de Confessio amantis (ca. 1386-1390) van de Engelse dichter John Gower, waarin Caligula wordt geportretteerd als degene die zijn zusters van hun maagdelijkheid heeft beroofd en bij de Franse schrijver Fénelon, die Caligula in zijn Dialogues des morts (1712) laat opbieden tegen Nero over de vraag wie van hen de meeste wandaden heeft begaan. Een uitzondering op de regel vormt Eustache Le Sueur, die een welhaast devote Caligula afbeeldt, terwijl deze de as van zijn moeder en broer bijzet in de familietombe (1647). Het tafereel is geïnspireerd door Suetonius, die de gebeurtenis vermeldt in het relatief korte gedeelte dat aan 'de goede Caligula' gewijd is. In zijn keuze Caligula juist zo af te beelden, sloot Le Sueur aan bij de Franse schilderkunst van zijn dagen, waarin een voorliefde bestond voor taferelen die deugdzaamheid uitdrukken.
Het beeld van de wrede, perverse, decadente Caligula culmineert aan het eind van de negentiende eeuw in Ludwig Quiddes theorie van de keizerswaanzin bij de principes van de Julisch-Claudische dynastie. Het is deze interpretatie van Caligula die bepalend is voor de talrijke populair-wetenschappelijke, bellettristische en literaire voorstellingen van Caligula in de twintigste en de vroege eenentwintigste eeuw. Evenals bij Quidde zelf functioneert deze portrettering van Caligula niet zelden als impliciete kritiek op politiek leiders uit de tijd van de schrijver zelf.
Verwijzend naar het totalitaire regime van zijn eigen tijd schreef de toen 25-jarige Albert Camus in 1938 het drama Caligula. Historisch gezien situeert het zich in de periode na de dood van Julia Drusilla en de daarmee verbonden crisis van de princeps, die de zinneloosheid van het leven erkent en daarmee Camus’ filosofische opvatting van het existentialisme verzinnebeeldt. De Duitse componist Detlev Glanert creëerde een opera die een vrije interpretatie van Camus' drama was.
Tinto Brass produceerde in 1979 de schandaalfilm Caligula. Gore Vidal schreef het draaiboek, terwijl Brass de regie op zich nam. Malcolm McDowell gaf gestalte aan Caligula, terwijl Tiberius door Peter O'Toole werd vertolkt. De oorspronkelijke verfilming onderging nog verdere bewerking, die de historische stof als façade voor seks- en geweldsorgieën gebruikte.
In het kader van het New York Musical Theatre Festival werd op Broadway in 2004 een musical Caligula: An Ancient Glam Epic opgevoerd. De enscenering, die in elk geval de schandaalgeschiedenissen rond Caligula thematiseert, groeide uit tot publiekslieveling en werd in de pers overwegend positief ontvangen. Het uitbrengen van een politiek gekleurd lied uit de musical op single diende ter mobilisering van kiezers tijdens de Amerikaanse presidentsverkiezingen tegen de herverkiezing van George W. Bush, die volgens de liedschrijvers evenals Caligula slechts als zoon van een populaire vader in de gelegenheid gesteld zou worden om het land naar de afgrond te leiden.

## In popcultuur

### Film en televisie
- La Tragica Fine di Caligula Imperator (1917) - gespeeld door Raffaello Mariani.
- The Robe (1953) en Demetrius and the Gladiators (1954) - gespeeld door Jay Robinson.
- Messalina vs. the Son of Hercules (1964) - gespeeld door Charles Borromel.
- I, Claudius (1976) - gespeeld door John Hurt.
- Caligula (1979) - gespeeld door Malcolm McDowell.
- Caligula and Messalina (1981) - gespeeld door Vladimir Brajovic.
- Caligula II: The Untold Story (1982) - gespeeld door David Brandon.
- Caligula's Slaves (1984) - gespeeld door Robert Gligorov.
- Roman Empire:Caligula: The Mad Emperor (2019) - gespeeld door Ido Drent.

### Literaire bronnen
- Lucius Cassius Dio, Historia Romana.
- Suetonius, Vita Tiberii, Vita Gai, Vita Divi Claudi.
- Philo van Alexandrië, Legatio ad Gaium, Flaccus.
- Flavius Josephus, Antiquitates Iudaicae, Bellum Iudaicum.

### Epigrafische bronnen
- E.M. Smallwood (ed.), Documents Illustrating the Principates of Gaius, Claudius and Nero, Cambridge, 1967. ISBN 0-86292-085-X

### Iconografische bronnen
- K. Fittschen - T. Hölscher - P. Zanker - D. Boschung (edd.), Das römische Herrscherbild. Die Bildnisse des Caligula, Berlijn, 1997. ISBN 3-7861-1524-9
- R. Varner (ed.), From Caligula to Constantine. Tyranny and Transformation in Roman Portraiture, Atlanta, 2001. ISBN 1-928917-01-1

### Encyclopedieartikels
- Dit artikel of een eerdere versie ervan is een (gedeeltelijke) vertaling van het artikel Caligula op de Duitstalige Wikipedia, dat onder de licentie Creative Commons Naamsvermelding/Gelijk delen valt. Zie de bewerkingsgeschiedenis aldaar.
- Dit artikel of een eerdere versie ervan is een (gedeeltelijke) vertaling van het artikel Caligula op de Engelstalige Wikipedia, dat onder de licentie Creative Commons Naamsvermelding/Gelijk delen valt. Zie de bewerkingsgeschiedenis aldaar.
- W. Eck, art. Caligula, in NP 2 (1997), coll. 937–939.
- G.G. Fagan, art. Gaius (Caligula) (A.D. 37-41), in DIR (1997-2004).
- M. Gelzer, art. Iulius (133), in RE X/1 (1919), coll. 381-423.
- J. Straub, art. Caligula, in RAC 2 (1954), coll. 827–837.

### Biografieën
- J.P.V.D. Balsdon, The Emperor Gaius, Oxford, 1934. ISBN 0-8371-9074-6
- J.M.G. Barclay, Jews in the Mediterranean Diaspora. From Alexander to Trajan (323 BCE - 117 CE), Londen, 19982. ISBN 978-0-567-08651-8
- A.A. Barrett, Caligula: The Corruption of Power, Londen - New York, 1989. ISBN 0-415-21485-8
- A. Ferrill, Caligula. Emperor of Rome, Londen, 1991. ISBN 0-500-25112-6
- T. Kissel, Kaiser zwischen Genie und Wahn: Caligula, Nero und Elagabal, Düsseldorf, 2006. ISBN 3-538-07233-7
- F. Meijer, Keizers sterven niet in bed. Van Caesar (44 v.Chr.) tot Romulus Augustus (476 n. Chr.), Amsterdam, 2001, pp. 37–40. ISBN 90-253-3415-6
- L. Quidde, Caligula. Eine Studie über römischen Cäsarenwahnsinn, Leipzig 1894.
- S. Wilkinson, Caligula, Londen - New York, 2005. ISBN 0-415-34121-3
- A. Winterling, Caligula. Eine Biografie, München, 2003. ISBN 3-406-50206-7 (Uitvoerige recensie, in Göttinger Forum für Altertumswissenschaft 7 (2004), pp. 1017–1031.)
  - A. Winterling, Caligula. Een biografie, Amsterdam, 2005. ISBN 90-5330-429-0
- S. Dando-Collins, Caligula: The Mad Emperor of Rome, Turner Publishing, Nashville, 2019.

### Bijzondere werken
- K. Blouin, Le conflit judéo-alexandrin de 38 – 41. L'identité juive à l'épreuve, Parijs - e.a., 2005.
- S. Brackmann, Die militärische Selbstdarstellung des Caligula. Das Zeugnis der Münzen im Widerspruch zur antiken Geschichtsschreibung, in Gymnasium 112 (2005), pp. 375–383.
- P. Bricknell, The Emperor Gaius' military activities in AD 40, in Historia 17 (1968), pp. 496–505.
- R.W. Davies, The 'abortive' invasion of britain by Gaius, in Historia. 15 (1966), pp. 124–128.
- M.H. Dettenhofer, Gaius' populare Willkürherrschaft, in Latomus 61 (2002), pp. 643–665.
- F. van Duijn, Zwemmen met Caligula, Leeuwarden, 2016.
- R. Graves, I, Claudius, Londen, 1934.
- J.G.F. Hind, Caligula and the Spoils of Ocean: a Rush in the Far North-West?, in Britannia 34 (2003), pp. 272–274.
- N. Holder, Buffy the Vampire Slayer: The Evil That Men Do, New York, 2000.
- D.W. Hurley, An Historical and Historiographical Commentary on Suetonius’ Life of C. Caligula, Oxford, 1993. ISBN 1-55540-881-8
- W. Howard, Gore Vidal's Caligula, New York, 1980.
- D. Jackson, Caligula (Rufus #1), Londen, 2008.
- M. Janka, Caligula als Filmstar in Gore Vidals Caligula (1980): Ein seriöser Beitrag zur Sueton-Rezeption?, in M. Korenjak - K. Töchterle (edd.), Pontes II. Antike im Film, Innsbruck, 2002, pp. 186–200.
- R.S. Katz, The Illness of Caligula, in Classical world 65 (1972), pp. 223–225.
- F. Kemmers, Caligula on the lower rhine, in Revue belge de numismatique et sigillographie 150 (2004), pp. 15–50.
- M. Kleijwegt, Gaius 'triumph' at Baiae, in Mnemosyne 57 (1996), pp. 652–671.
- J.-U. Krause - e.a. (edd.), Bibliographie zur römischen Sozialgeschichte, II, Stuttgart, 1998, pp. 555–557, s.v. Repetunden.
- J. Lucas, Un empereur psychopathe, in Antiquité classique 36 (1967), pp. 159–189.
- Y. Rivière, Les Délateurs sous l' Empire Romain, Rome, 2002. ISBN 2-7283-0559-5
- D. Rohmann, Gewalt und politischer Wandel im 1. Jahrhundert n. Chr., München, 2006. ISBN 3-8316-0608-0
- S.H. Rutledge, Imperial Inquisitions. Prosecutors and Informants from Tiberius to Domitian, Londen - New York, 2001. ISBN 0-415-23700-9
- J. Scheid, La mort du tyran: chronique de quelques morts programmés, in Du châtiment dans la cité. Supplices corporels et peine de mort dans le monde antique, Rome, 1984, pp. 177–193. ISBN 2-7283-0084-4
- C.J. Simpson, The conspiracy of AD 39, in Studies of Latin Literature and Roman History, II, Brussel, 1980, pp. 347–366.
- C.J. Simpson, The cult of the Emperor Gaius, in Latomus 40 (1981), pp. 489–511.
- E.M. Smallwood, Philo and Josephus as Historians of the Same Events, in L.H. Feldman - G. Hata (edd.), Josephus, Judaism, and Christianity, Leiden, 1987, pp. 114–129.
- N.H. Taylor, Popular Opposition to Caligula in Jewish Palestine, in JSJ 32 (2001), pp. 54–70.
- G. Theissen, The Gospels in Context. Social and Political History in the Synoptic Tradition, Londen, 1992 (= 2004). ISBN 978-0-567-08486-6
- S. Turney, Caligula, Londen, 2018.
- D. Wardle, Suetonius Life of Caligula. A commentary, Brussel, 1994. ISBN 2-87031-165-6
- D. Wardle, When did Caligula die?, in Acta Classica. 34 (1991), pp. 158–165.
- D. Wardle, Caligula and the client kings, in Classical Quarterly 42 (1992), pp. 437–443.
- D. Wardle, Caligula and his wives, in Latomus 57 (1998), pp. 109–126.
- D. Woods, Did Caligula Plan to bridge the English Channel?, in The Ancient World 33 (2002), pp. 157–170.
- Z. Yavetz, Caligula. Imperial Madness and modern Historiography, in Klio 79 (1996), pp. 105–129.

### Literaire voorstellingen
- A. Camus, Caligula, Parijs, 1944.
- S. Obermeier, Caligula. Der grausame Gott, Rowohlt, 1993.
- J. Toman, Tiberius und Caligula, München, 1982.